# Matsuyama
Matsuyama (jap. 松山市 Matsuyama-shi) – miasto i port w Japonii, w zachodniej części wyspy Sikoku (Shikoku). Stolica prefektury Ehime i największe miasto Shikoku. 

## Zamek
W centrum miasta znajduje się piękny, oryginalny zamek (Matsuyama-jō). Z punktu widokowego na wzgórzu zamkowym roztacza się widok na miasto i Morze Wewnętrzne (Seto-naikai, dosł. Wewnętrzne Morze Cieśnin).
Zamek Matsuyama jest jednym z dwunastu „oryginalnych zamków”, czyli tych, które przetrwały erę postfeudalną od 1868 roku w stanie nienaruszonym. Jest to również jeden z najbardziej złożonych i interesujących zamków w kraju. Znajduje się na stromym wzgórzu Katsu-yama w centrum miasta. Na terenie zamku rośnie około dwustu drzew wiśniowych (sakura).
Zamek Matsuyama został zbudowany w latach 1602–1628. W 1635 roku został przydzielony gałęzi rodziny Matsudaira, spokrewnionej z rządzącym krajem rodem Tokugawa i pozostawał w ich rękach do końca epoki feudalnej. Obecna trzypiętrowa wieża zamkowa została zbudowana w 1820 roku po tym, jak oryginalna pięciopiętrowa wieża została zniszczona przez piorun.
Zamek stanowi doskonały przykład zamku feudalnego. Wewnętrzna cytadela centralna (honmaru) znajduje się na szczycie wzgórza, do którego prowadzi wiele bram, a główna baszta jest jedną z nielicznych w kraju, które mają skrzydła. Kompleks obejmuje również drugorzędną twierdzę i wiele wieżyczek, które nadają zamkowi imponujący wygląd i czynią go interesującym do zwiedzania, tym bardziej, że kolej linowa i wyciąg krzesełkowy sprawiają, że jest on łatwo dostępny.

## Dōgo-onsen Honkan
Charyzmatyczna łaźnia publiczna (sentō)  – symbol i główna atrakcja miasta – została zbudowana w 1894 roku, w okresie Meiji. Drewniane wnętrze jest labiryntem schodów, przejść i pomieszczeń. Obiekt ten był inspiracją dla licznie nagradzanego filmu animowanego Spirited Away: W krainie bogów w reżyserii Hayao Miyazakiego.
Specjalna część Honkan, zwana Yushinden, została zbudowana i przeznaczona na wizytę rodziny cesarskiej w 1899 roku. Goście z odpowiednim biletem mogą wziąć udział w krótkiej wycieczce z przewodnikiem po Yushinden i zobaczyć obiekty zarezerwowane dla odwiedzających cesarzy. Należą do nich bogato zdobione pomieszczenia z kasetonowym sufitem oraz łazienka i toaleta do wyłącznego użytku cesarza. Od 1952 roku żaden z cesarzy nie korzystał z Yushinden.
Na drugim piętrze znajduje się niewielka wystawa historycznych dokumentów związanych z łaźnią. Można m.in. zobaczyć niektóre obrazy i posągi czapli, związane z legendą, w której zraniona noga białej czapli została uleczona przez lokalne wody.

## Ishite-ji
Świątynia ta – usytuowana w pobliżu ww. łaźni – jest najsłynniejszą w mieście. Jest to jednocześnie numer 51 z 88 świątyń na szlaku pielgrzymkowym po wyspie Shikoku. Pielgrzymi ubrani na biało są częstym widokiem w tej dużej świątyni.
Nazwa Ishite-ji oznacza „świątynię kamiennej dłoni”. Odnosi się to do lokalnej legendy, w której pewien arystokrata mocno trzymał kamień w dłoni na łożu śmierci po bezskutecznym poszukiwaniu uczonego mnicha, Kōbō Daishi (774–835), ale odrodził się w następnym wcieleniu z wciąż trzymanym kamieniem w dłoni.
Świątynia słynie również z bramy Niō-mon, która jest skarbem narodowym. Główna sala i pagoda są również uważane za ważne obiekty kulturowe, a wszystkie te budowle reprezentują typowy styl architektoniczny okresu Kamakura (1192–1333).
W Ishite-ji znajduje się wewnętrzna świątynia, usytuowana za jaskinią za głównym pawilonem. Słabo oświetlona jaskinia ma około 200 metrów długości i sama w sobie jest niezwykła, rozgałęzia się w dwóch kierunkach i mieści wiele buddyjskich posągów, rzeźb i rysunków. Zwiedzający, którzy wyjdą z jaskini i przejdą przez ulicę, dotrą do wewnętrznego terenu świątyni, na którym znajduje się duża sala w kształcie złotej kopuły. Budynek i posągi tutaj odzwierciedlają inny, nieco osobliwy styl, niż te na głównym terenie. W szczególności rzeźby i rysunki historycznego Buddy zredukowanego do kości, tuż przed osiągnięciem oświecenia, pozostawiają głębokie wrażenie. Ogromny posąg Kōbō Daishi (Kūkai), słynnej postaci japońskiego buddyzmu, stoi na szczycie zalesionego wzgórza ponad świątynią.

## Powieść
Miasto słynie również z tego, że jest miejscem akcji popularnej powieści humorystycznej autorstwa Sōseki Natsume (1867–1916) zatytułowanej „Botchan” (Panicz, 1906), należącej do lektur szkolnych. Powieść opisuje Matsuyamę podczas restauracji Meiji. Powieść Natsume pomogła rozsławić miasto w całej Japonii. Jedną z głównych atrakcji Matsuyamy jest jedna z najstarszych łaźni publicznych o nazwie Dōgo-onsen z gorącymi źródłami, często wymieniana w „Botchan”. 

## Gospodarka
W mieście rozwinął się przemysł chemiczny, maszynowy, włókienniczy, papierniczy, stoczniowy, drzewny oraz rafineryjny.

## Galeria

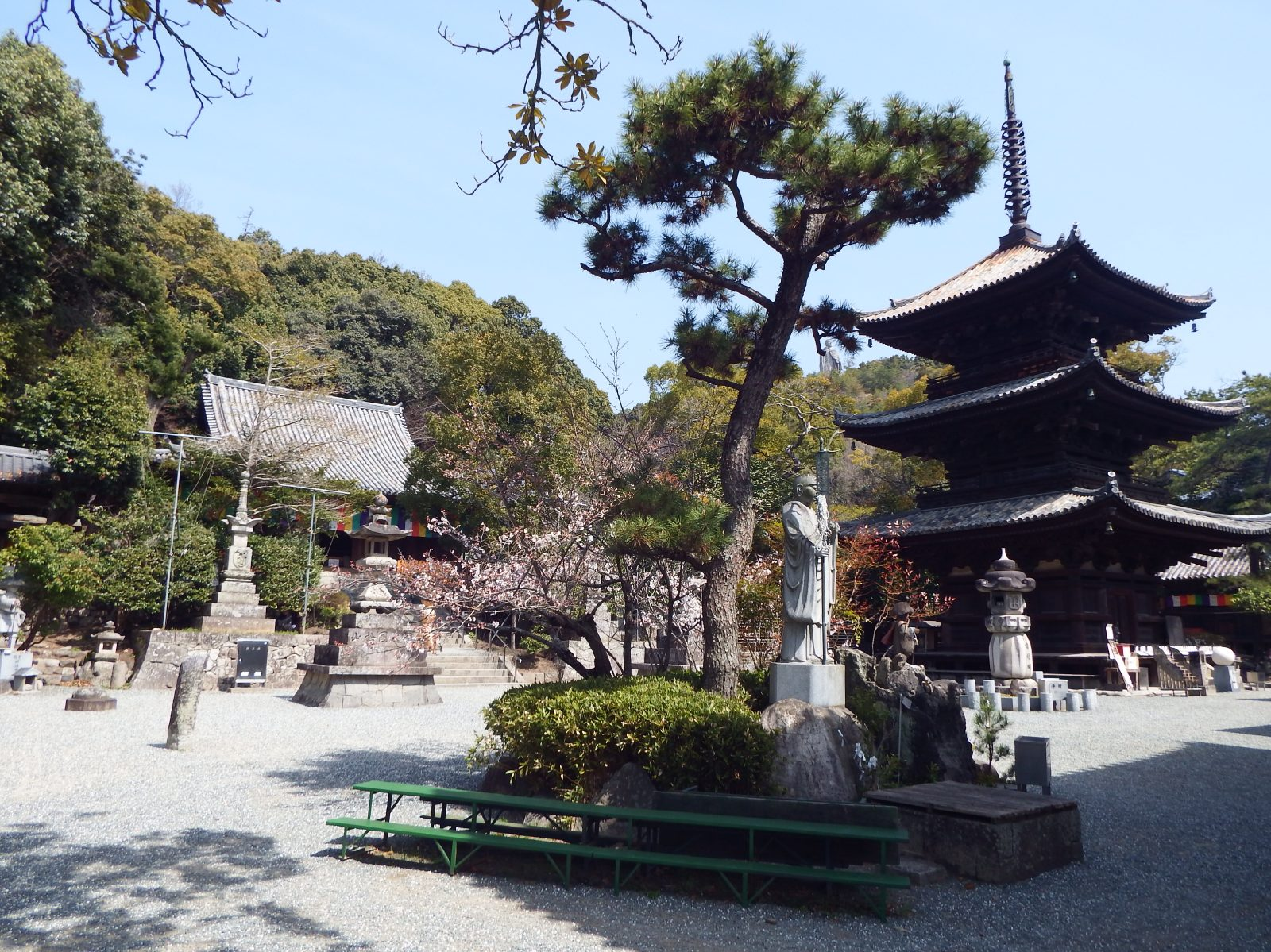
Świątynia buddyjska Ishite-ji (2022)
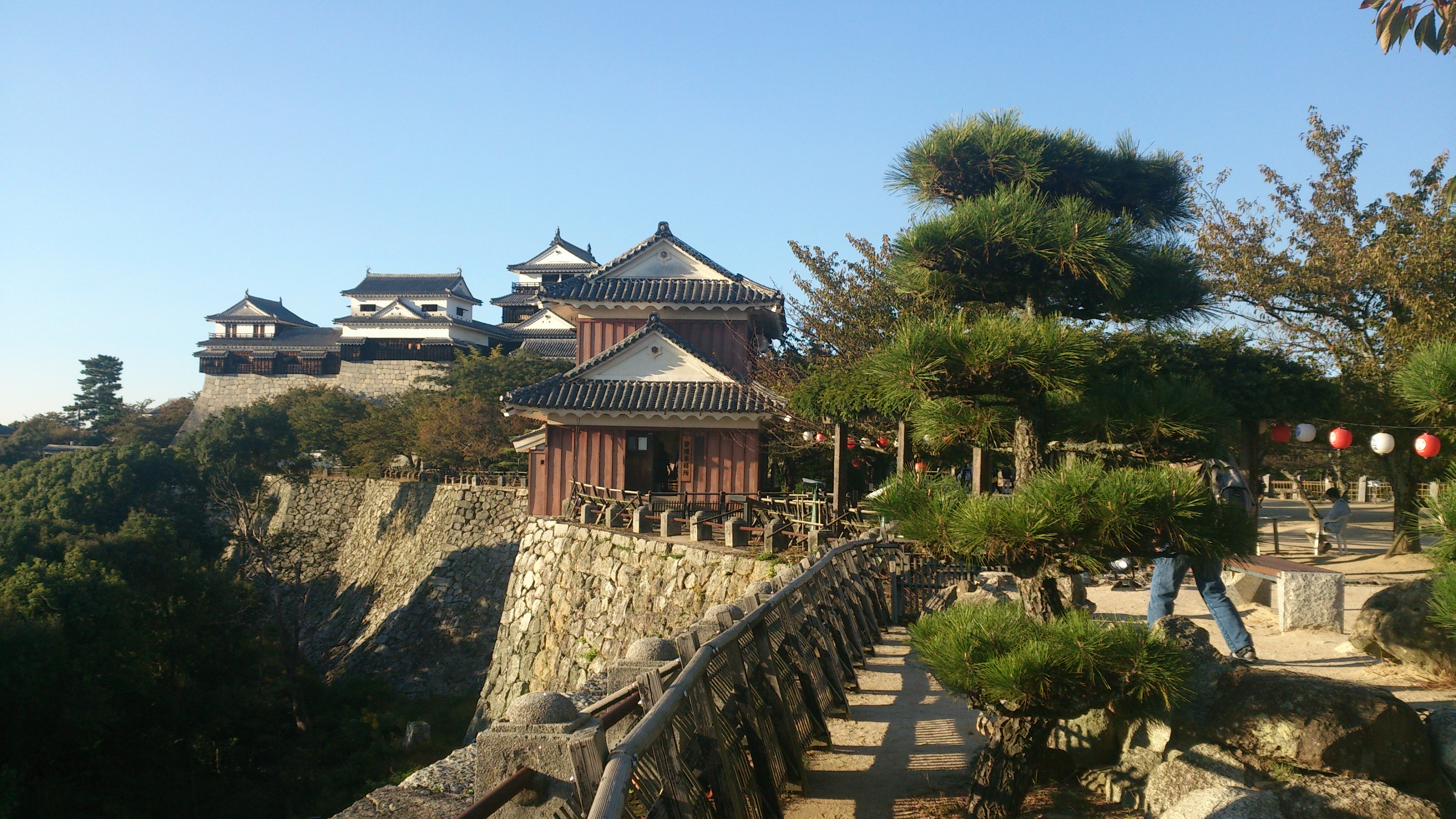
Zamek Matsuyama (2014)
Dōgo-onsen Honkan (główny budynek słynnej łaźni publicznej, 2014)